# Conrad Stoltz
Conrad Willem Stoltz (Lydenburg, 23 oktober 1973), bijgenaamd Caveman, is een professioneel triatleet, duatleet en mountainbiker uit Zuid-Afrika. Hij is vijfvoudig Afrikaans kampioen.
Hij is begonnen met triatlons in 1988.
Conrad deed in 2000 mee aan de eerste triatlon op de Olympische Zomerspelen van Sydney. Daar behaalde hij een 20e plaats met een tijd van 1:50:24.39. Vier jaar later deed hij opnieuw mee aan de Olympische Spelen van 2004, ditmaal in Athene moest hij voor de finish opgeven.
Hij won negen XTerra wedstrijden op rij.

## Titels
- Wereldkampioen Xterra: 2001, 2002
- Afrikaans kampioen triatlon: 1993, 1995, 1998, 2000, 2001, 2003, 2004
- Amerikaans kampioen Xterra: 2001, 2002, 2003
- Zuid-Afrikaans kampioen triatlon: 1994, 1995, 1997, 1999
- Zuid-Afrikaans jeugdkampioen triatlon : 1990, 1991
- Zuid-Afrikaans jeugdkampioen duatlon: 1991, 1992

## Palmares

### triatlon
- 1995: 35e WK olympische afstand in Cancún
- 1996: 6e ITU wereldbekerwedstrijd in Ishigaki
- 1997: 42e WK olympische afstand in Perth
- 1997: 10e WK lange afstand in Nice - 5:51.37
- 1997: 11e ITU wereldbekerwedstrijd in Gamagori
- 1998: 34e WK olympische afstand in Lausanne - 2:00.38
- 1999: 37e WK olympische afstand in Montreal - 1:48.07
- 1999: 15e ITU wereldbekerwedstrijd in Gamagori
- 2000: 5e ITU wereldbekerwedstrijd in Ishigaki
- 2000: 20e Olympische Spelen van Sydney - 1:50.24,39
- 2000: 47e WK olympische afstand in Perth - 1:57.48
- 2002: 38e WK olympische afstand in Cancún - 1:55.55
- 2003: 21e ITU wereldbekerwedstrijd in New York
- 2004: DNF Olympische Spelen van Athene

### duatlon
- 1991: 4e WK junioren
- 1991: 10e WK junioren

### xterra
- 2001:  WK
- 2002:  WK